# Escolta (recurso militar)
En la terminología militar, el término escolta se refiere a un recurso motorizado —a saber, vehículo o grupo de vehículos— terrestre, marino o aéreo, designado para el acompañamiento, apoyo y protección de la tropa en una misión. Como parte de algunas definiciones, su empleo se circunscribe casi exclusivamente a usos históricos, sobre todo durante la Segunda Guerra Mundial (aunque en otros conflictos también).
Por otra parte, en algunos ejércitos, se usa el vocablo «escolta» también para los representantes de las distintas ramas de las fuerzas armadas en eventos, incluidos ceremoniales y conmemorativos.

## Uso histórico

### Grupo de escolta
En la terminología de la Segunda Guerra Mundial, un grupo de escolta constaba de varios buques de guerra organizados en grupos consolidados (desde el entrenamiento de sus tripulaciones a misiones compartidas) que acompañaban a los convoyes de buques mercantes, esenciales para mantener las líneas de suministro marítimas. Entre los integrantes de estos grupos se incluían en la mayoría de los casos destructores, sloops, arrastreros armados y, más tarde, corbetas.
Las especificaciones especiales de este tipo de flotillas es que, a pesar de no tener las capacidades de funcionar como flotas propias, estaban perfectamente entrenados para formar un unidad cohesiva con los buques mercantes, con la mayor parte de su especialización dedicada concretamente a combatir los submarinos enemigos, incluidos los U-Boot en el Atlántico, en el marco de la guerra submarina indiscriminada desatada en este teatro.
El desarrollo de los grupos de escolta resultó un medio cada vez más eficaz (según se desarrollaban más medios de detección y destrucción) para defender los convoyes, culminando en la batalla del Atlántico.

## Uso actual

### Marítimo

#### Grupo de escolta (post IIGM)
A diferencia de la Segunda Guerra Mundial, los grupos de escolta en las armadas a partir de la Guerra Fría y hasta la actualidad se han desarrollado en torno a los grandes portaviones, muchos de ellos buques insignia tratados como bases de operaciones flotantes. El grupo suele compartir el mando de operaciones del portaviones, al que proporciona tanto protección como poder de fuego adicional en sus misiones. La flotilla entera suele denominarse grupo de combate. En algunas armadas, como la de Estados Unidos, existe un mando del grupo de escolta apartado del mando de la flotilla, es decir, del mando superior del portaviones, sobre todo en situaciones en las que este último se encuentra bajo ataque. Debida a esta separación, es posible que el portaviones se separe del grupo de escolta, parcial o enteramente (por ejemplo, después de una larga misión). A veces, un portaviones de tamaño menor servía como portaviones de escolta de la nave insignia.
En la reciente historia militar de España (segunda mitad del siglo XX), la Armada española implementó el concepto de grupo escolta en varias ocasiones. A finales de los años 1960 se redactó un plan naval que, en su primera fase, preveía la construcción de los primeros escoltas lanzamisiles de la Armada. En este respecto, se establecieron contactos con la marina estadounidense, a la que ya habían adquirido un par de portaviones en años anteriores, para acordar un proyecto que permitiese la construcción de una nueva clase de escoltas.
La Armada argentina solía dividir su mando operativo en grupos de buques, como el Grupo de Tareas y el Grupo de Escolta y Desembarco, que participaba en conflictos como la guerra de las Malvinas.
La actual marina alemana cuenta en su 1.ª Flotilla del Comando de la Flota en Glücksburg con un grupo de barcos llamado Grupo de Escolta (Marineschutzkräfte).
En operaciones internacionales (por ejemplo en el marco de la OTAN), un grupo de combare puede tener un grupo de escolta de mando compartido por varios países, que aportan sus buques al mismo.

### Terrestre

#### Escolta táctica
En el marco del apoyo táctico a las tropas terrestres se incluyen vehículos de escolta táctica, cuya misión es acompañar, apoyar y proteger a unidades de infantería, blindados, paracaidistas y similares en su misión. Suelen ser vehículos blindados más ligeros que un tanque (por ejemplo, vehículos de combate de infantería o tanques ligeros) y helicópteros de ataque (u otros helicópteros militares equipados con medios ofensivos, normalmente ametralladoras o lanzacohetes).
A diferencia de otros medios de apoyo táctico, como los empleados puntualmente, muchas veces con recursos de potencia mayor (aviones de ataque a tierra y cazabombarderos, buques de guerra, tanques o artillería), en el caso de la escolta táctica, se trata de medios que acompañan a las tropas en su misión y no solo llamados a intervenir según el desarrollo de las condiciones en el campo de batalla.